# Fairey Delta 1
El Fairey Delta 1 (FD1) fue un avión de investigación desarrollado y producido por el constructor británico Fairey Aviation. Tiene la distinción de ser el primer avión de diseño británico equipado con un ala en delta.
Inicialmente conocido como Type R, el avión se había desarrollado con la intención de desarrollar un caza de despegue vertical (VTO) de lanzamiento mediante rampa. A medida que se perfeccionaba su diseño, se descartaron las características VTO, explorando en su lugar otros conceptos de acuerdo con la Especificación E.10/47 del Ministerio del Aire. Por consiguiente, el avión se desarrolló para investigar las entonces desconocidas cualidades del ala en delta, en particular sus características de vuelo a velocidades transónicas. El Ministerio de Abastecimiento (MoS) encargó un total de tres aviones. Poco después, el modelo recibió el nombre de "Fairey Delta".
El primer avión se fabricó en las instalaciones de Fairey en Heaton Chapel, Stockport. Las pruebas en tierra comenzaron a mediados de 1950. El 12 de marzo de 1951, el FD1 realizó su primer vuelo, pilotado por el piloto de pruebas de Fairey, el capitán de grupo R. Gordon. El avión recibió varias modificaciones como consecuencia de un accidente de aterrizaje en septiembre de 1951. Pruebas de vuelo posteriores determinaron que el FD1 exhibía numerosas cualidades desfavorables en términos de manejo y estabilidad, lo que contribuyó a la cancelación de las dos aeronaves adicionales. Tras el fin del interés gubernamental, Fairey continuó operando el único FD1 completo para apoyar sus propios fines de investigación hasta que la aeronave sufrió daños sustanciales en un accidente de aterrizaje el 6 de febrero de 1956, después del cual se consideró antieconómico repararlo.

## Diseño y desarrollo
Lo que se convertiría en el Fairey Delta 1 (FD1) fue concebido originalmente por Fairey como un caza de despegue vertical (VTO). En su concepto, la compañía esperaba que fuera un avión interceptor capaz de ser lanzado desde buques más pequeños, así como desde portaaviones. El método VTO específico que se pretendía utilizar implicaba una rampa de gran inclinación, que se suponía móvil. A diferencia de su sistema de lanzamiento, el avión habría aterrizado de forma convencional, previéndose que sería compatible con el sistema de detención existente en los portaaviones de la Marina Real británica. Si bien la Segunda Guerra Mundial aún estaba en curso cuando Fairey comenzó a trabajar en el concepto, el fin del conflicto significó que la urgencia de su desarrollo también se vio rápidamente truncada.
Durante julio de 1946, Fairey recibió un contrato para seguir desarrollando su avión conceptual VTO. Antes del desarrollo de aviones a escala real, se produjeron y volaron varios modelos a escala controlados por radio sin piloto, que proporcionaron al equipo de diseño de Fairey datos del mundo real para respaldar los trabajos posteriores. Estos modelos propulsados por cohetes exploraron varias y diversas formas de alas en flecha, incluidos los diseños de alas en flecha invertida y compuesta. El primer modelo fue lanzado durante 1949 desde un barco en el mar en la bahía de Cardigan, Gales. Varias pruebas posteriores de los modelos se llevaron a cabo en el RAAF Woomera Range Complex en Australia; se completaron y lanzaron un total de 40 modelos, el último de los cuales fue realizado durante 1953.
Durante las primeras etapas del proyecto, Fairey promovió activamente el valor de su programa de investigación ante diversos funcionarios británicos; estos esfuerzos atrajeron la atención del Ministerio de Abastecimiento (MoS), así como el interés de la Marina Real y de la Real Fuerza Aérea. Tras evaluar el concepto, el MoS decidió que la aeronave se fabricaría como un vehículo de investigación a reacción más convencional para cumplir con los requisitos de la Especificación E.10/47. Se encargaron tres aeronaves con el nombre "Fairey Delta" aplicado al proyecto; posteriormente, el nombre se cambió a Fairey Delta 1.
El diseño del Fairey Type R era un monoplano en delta compacto de ala media sin cola; la revista de aviación Flight observó que la aeronave tenía "dimensiones excepcionalmente pequeñas". Tenía un fuselaje de sección circular y una única entrada de aire para el motor ubicada en el extremo frontal. El motor era un turborreactor centrífugo Rolls-Royce Derwent 8. Según el experto en aviación Robert Jackson, el FD1 estaba diseñado para equiparse con cohetes propulsores más grandes para facilitar los despegues en rampa, durante los cuales el control se mantendría mediante cuatro toberas de chorro giratorias en el fuselaje trasero. Aunque diseñado como un avión transónico, el FD1 tenía una apariencia "corpulenta" y de acoplamiento corto, completamente en desacuerdo con el siguiente diseño de Fairey, el elegante Delta 2.
Fairey afirmó que el ala en delta del avión poseía varias características favorables para el vuelo a alta velocidad, incluyendo características de resistencia relativamente baja y una estructura relativamente rígida, además de espacio para almacenar combustible y armamento. Aunque originalmente se concibió para el lanzamiento mediante rampa, el FD1 estaba equipado con un tren de aterrizaje triciclo. El FD1 estaba equipado con una pequeña superficie de control horizontal en forma de delta en la parte superior del empenaje de cola; esta superficie tenía como objetivo eliminar los casos adversos de "cabeceo grave al ganar velocidad". Durante las primeras etapas de desarrollo, se previó alcanzar una velocidad máxima de 945 km/h, así como la capacidad de llegar a una altitud de 30 000 pies en cuatro minutos y medio; sin embargo, la adición de la nueva superficie de cola tuvo la consecuencia de limitar severamente la velocidad máxima del avión a unos relativamente peatonales 555 km/h.

## Historia operacional

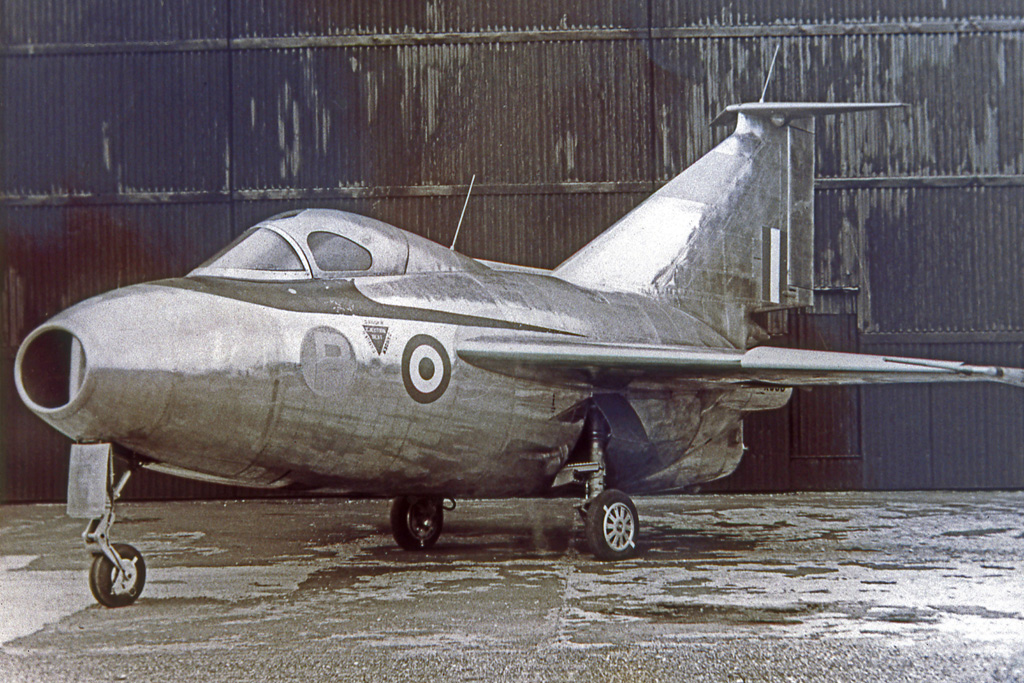
El Fairey Delta One en el Aeropuerto de Mánchester (Ringway) en mayo de 1950, ensamblado para pruebas de rodaje en tierra. Cabe destacar que ya incorpora la superficie de control adicional en forma de delta en la punta del empenaje de cola.

El único FD1 que se completó se construyó en la fábrica de Fairey en Heaton Chapel, Stockport, y se trasladó por carretera a sus instalaciones de pruebas en el Aeropuerto Ringway de Mánchester para su ensamblaje final. A partir del 12 de mayo de 1950, realizó varios rodajes a alta velocidad por la pista principal de 1287 metros antes de ser desmantelado parcialmente y transportado por carretera al Establecimiento Experimental de Aeroplanos y Armamento (AAEE) en RAF Boscombe Down. Tras realizar más pruebas de rodaje, la aeronave (matrícula VX350) realizó su primer vuelo el 12 de marzo de 1951; pilotado por el piloto de pruebas de Fairey, el capitán de grupo R. Gordon Slade, este vuelo duró 17 minutos.
El FD1 fue sometido a extensas pruebas de vuelo, centradas principalmente en explorar su estabilidad lateral y longitudinal, así como sus características generales de vuelo. Estos vuelos ayudaron a determinar que la aeronave presentaba graves problemas de estabilidad; su falta de estabilidad provocó que se la calificara a menudo de "peligrosa". Tras un accidente de aterrizaje ocurrido en septiembre de 1951, el FD1 permaneció en tierra durante dos años. Durante este tiempo, recibió varias modificaciones; entre ellas, la eliminación de los slots temporales y de las carcasas aerodinámicas para los paracaídas antibarrena, montados en las puntas de las alas. Se ha atribuido a las grandes superficies de control la dificultad para controlar el FD1, lo que dificultaba su vuelo con precisión, aunque podía alcanzar una rápida velocidad de alabeo.
Durante 1953, el programa de pruebas de vuelo fue cancelado por el Ministerio del Aire, lo que resultó en la retirada del apoyo estatal al FD1. Sólo se construyó un FD1; las estructuras del segundo (VX357) y del tercero (VX364) se cancelaron antes de que comenzara la producción. Esta decisión no se consideró un golpe particularmente duro para Fairey, incluso en términos de las ambiciones de la empresa de explorar aviones de ala en delta de alta velocidad, ya que los trabajos de diseño detallado del Fairey Delta 2, más capaz y de aspecto más elegante, ya habían comenzado durante el año anterior.
Tras la cancelación del programa, Fairey continuó operando el único avión durante un tiempo para realizar pruebas. El 6 de febrero de 1956, el FD1 sufrió daños irreparables en un accidente de aterrizaje en Boscombe Down. En octubre del mismo año, el avión fue transportado por carretera para su uso como blanco estático en el campo de tiro de Shoeburyness, tras lo cual fue desguazado. Fairey había invertido 382 000 libras esterlinas de su propio bolsillo en el FD1.

## Especificaciones (Delta 1)
Referencia datos: Jane's Pocket Book of Research and Experimental Aircraft

### Características generales
- Tripulación: Uno (piloto)
- Longitud: 8 m (26,2 ft)
- Envergadura: 6 m (19,5 ft)
- Altura: 6 m (19,5 ft)
- Peso cargado: 3084 kg (6797,1 lb)
- Planta motriz: 1× turborreactor de flujo centrífugo Rolls-Royce Derwent 8.
  - Empuje normal: 16 kN (1632 kgf; 3597 lbf) de empuje.

### Rendimiento
- Velocidad máxima operativa (Vno): 1011 km/h (628 MPH; 546 kt)

## Aeronaves relacionadas

### Desarrollos relacionados
- Fairey Delta 2

### Aeronaves similares
- Convair XF-92
- Avro 707
- Boulton Paul P.111
- Short SB.5